# 長良神社 (館林市岡野町)
長良神社（ながらじんじゃ）は、群馬県館林市の神社。

## 歴史
創建年代は不明だが、館林藩が編纂した幕末の地誌『封内経界図誌』に記載されていることから、そのころにはすでに存在していたものと推測される。
1943年（昭和18年）に「神饌幣帛料供進神社」に指定された。
当社には摂末社として「大天白神社」がある。「大天白神社」という名称は極めて珍しく、埼玉県羽生市の大天白神社があるくらいである。

## 交通アクセス
- 渡瀬駅より徒歩14分。